# Torre Orsero
La Torre Orsero (internazionalmente nota come Savona Tower) è il secondo grattacielo più alto di Savona ed è a destinazione prevalentemente abitativa.

## Galleria d'immagini

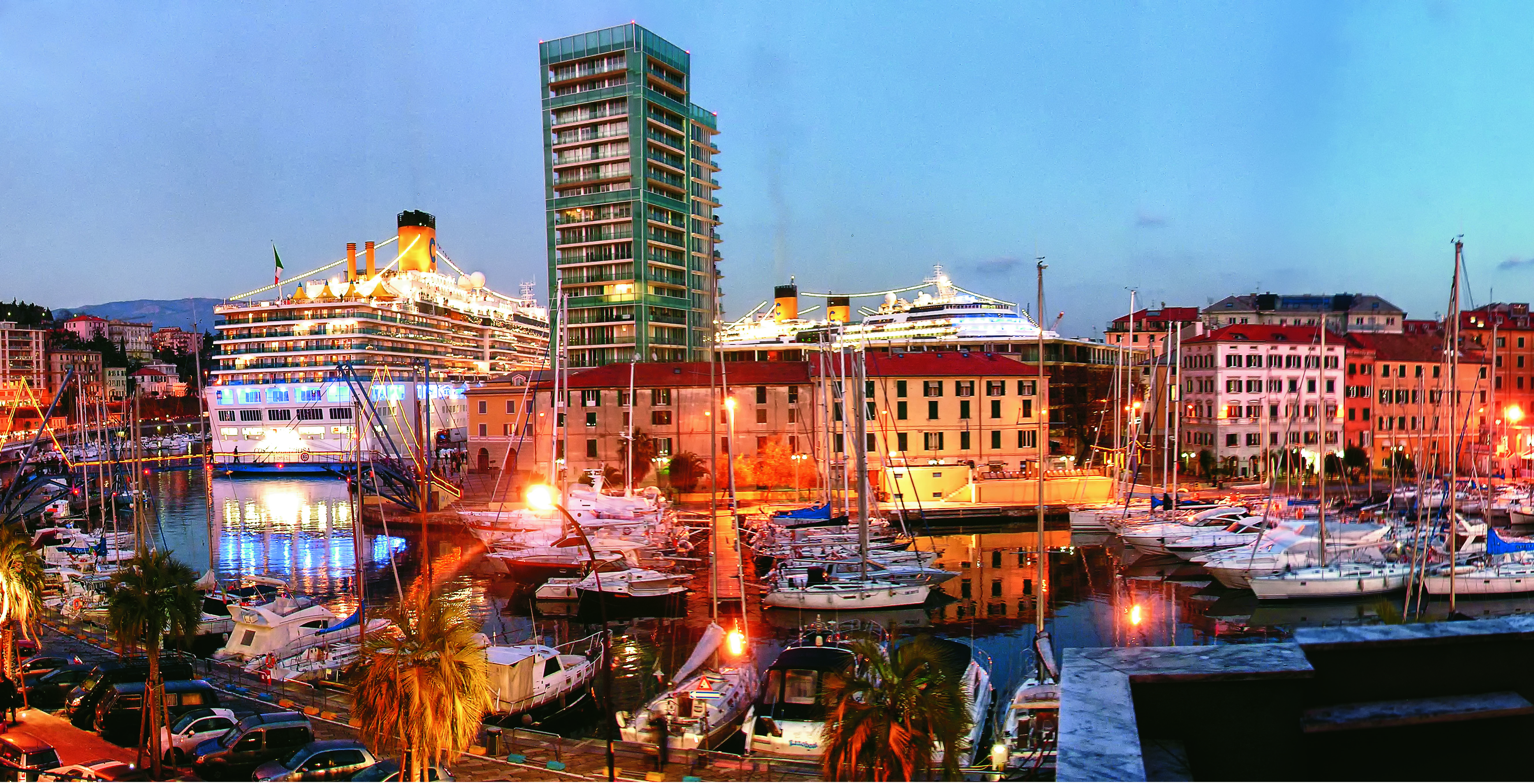
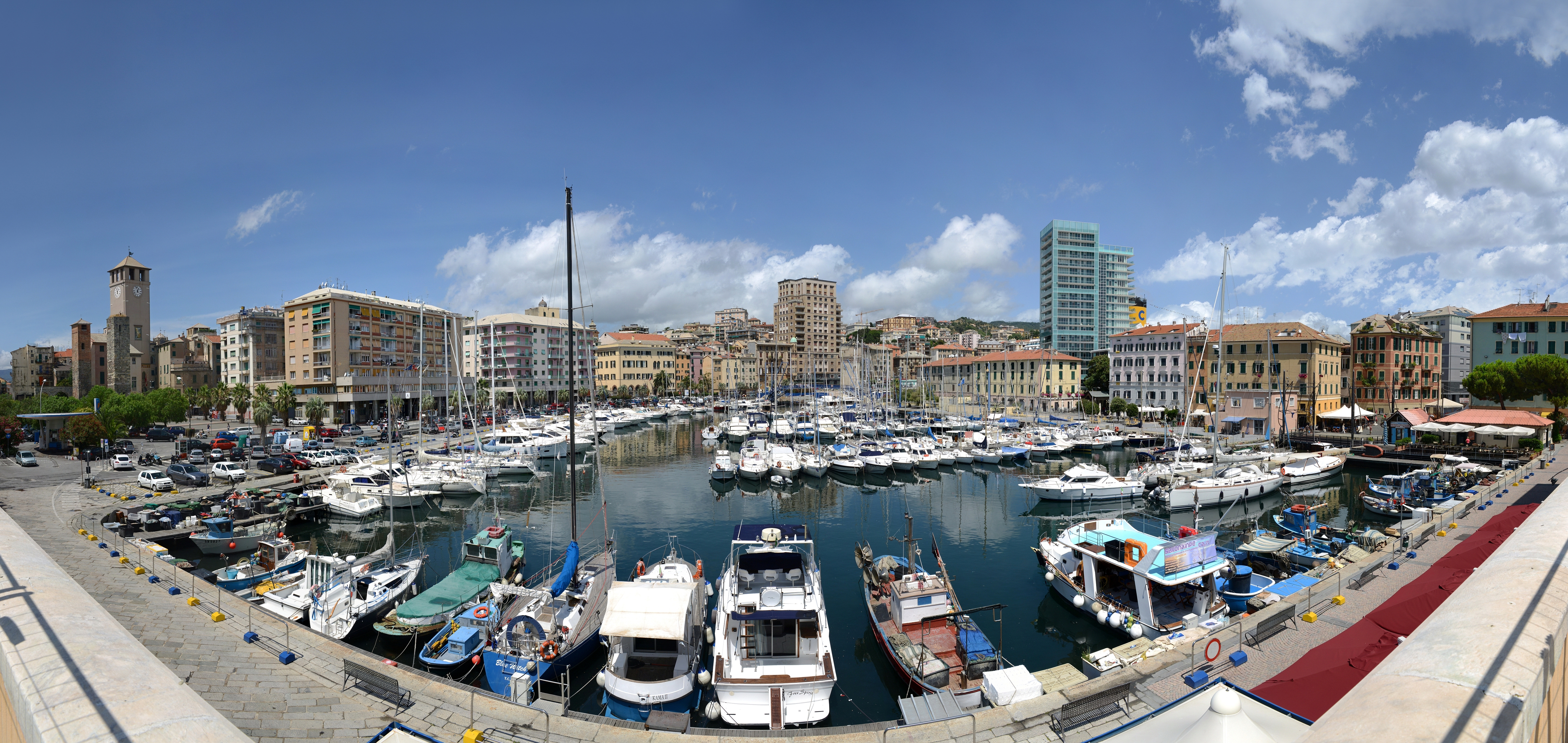
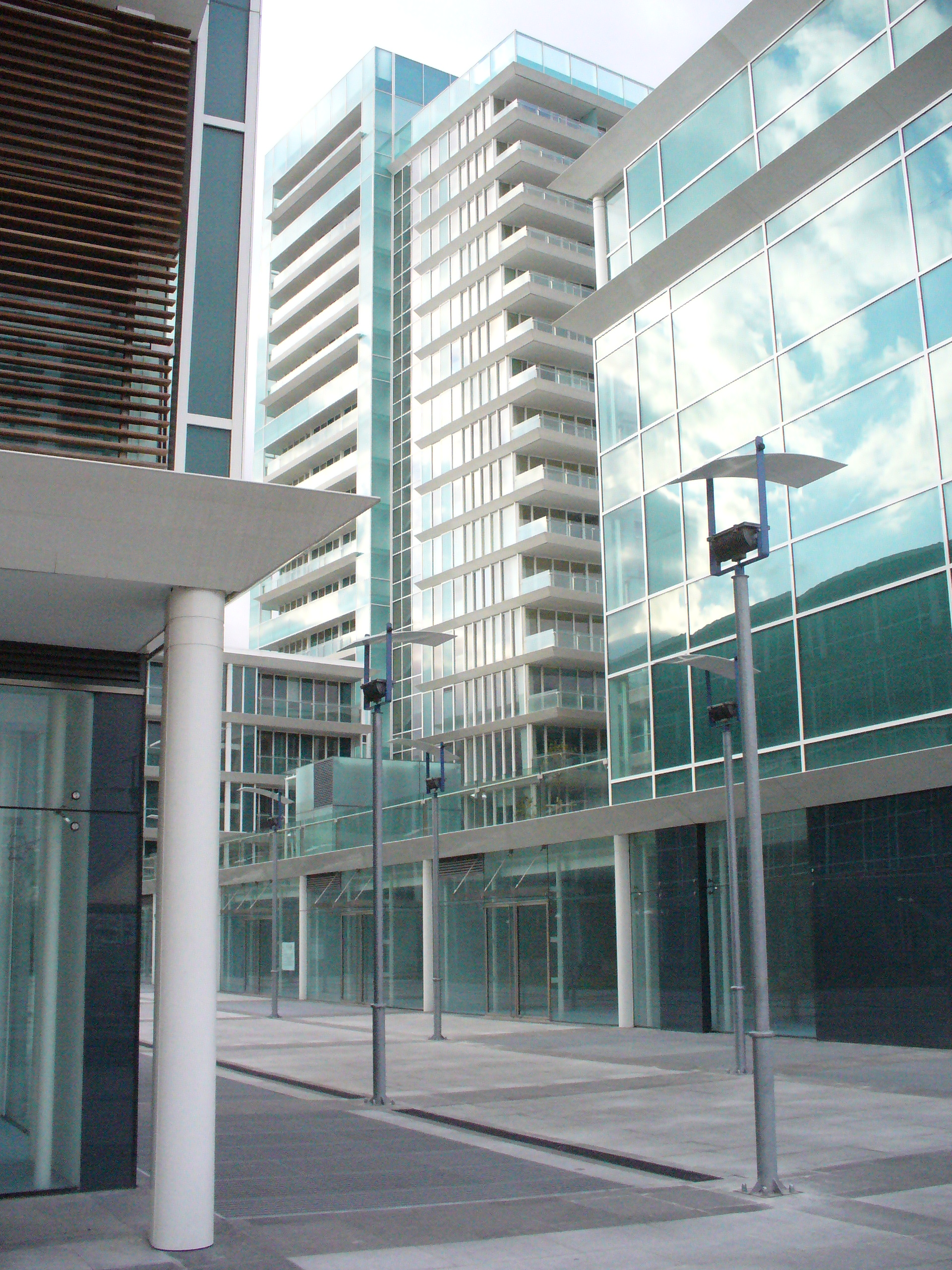